# خورخي كورديرو
خورخي كورديرو (بالإسبانية: Jorge Cordero) هو لاعب كرة قدم ومدرب كرة قدم بيروفي في مركز الوسط، ولد في 6 يناير 1962 في إيكا في بيرو. شارك مع منتخب بيرو لكرة القدم. أما مع النوادي، فقد لعب مع جيمناسيا لابلاتا.

## وصلات خارجية
- خورخي كورديرو على موقع قاعدة بيانات كرة القدم.إي يو (الإنجليزية)
- خورخي كورديرو على موقع ناشيونال فوتبول تيمز (الإنجليزية)